# Urbacodon
Urbacodon — рід динозаврів троодонтид, різновид дрібних хижих тварин. Він мешкав в Узбекистані на початку пізнього крейдяного періоду, приблизно 95 мільйонів років тому.

## Відкриття та найменування
9 вересня 2004 р. біля Ітеміра в кар'єрі ІТ-01 Антоном Сергійовичем Резвієм була виявлена нижня щелепа невеликого теропода.
Типовий вид, Urbacodon itemirensis, був названий Олександром Авер'яновим і Гансом-Дітером Зюсом у 2007 році. Перша частина родової назви Urbacodon є абревіатурою на честь узбецьких, російських, британських, американських і канадських вчених, які брали участь у його відкритті. Ця абревіатура була поєднана з грецьким ὀδών, odon, «зуб». Видова назва відноситься до походження з Ітеміру.
Голотип — ZIN PH 944/16, єдиний лівий зубний ряд зі збереженими замінними зубами з сеноманської формації Джаракудук. Авер'янов і Сьюз також ідентифікували зуби та інший матеріал, раніше описаний Левом Несовим, як Urbacodon sp. із сусідньої туронської формації Bissekty.

## Опис
Голотипний зубний ряд U. itemirensis має довжину 79,2 міліметра і має 32 позиції зубів. Зверху він досить прямий. Зуби розташовані щільно, але між передніми двадцять чотирма зубами та задніми вісьмома зубами є чітка щілина, діастема. Це унікальна риса, але вона не була офіційно позначена як аутапоморфія, оскільки це може бути результатом індивідуальних варіацій. Urbacodon нагадує Byronosaurus і Mei, але відрізняється від більшості інших Troodontidae тим, що на його зубах немає зазубреності.

## Класифікація
Авер'янов і Сьюс вважали, що Urbacodon більш плезіоморфний, ніж Troodon і Saurornithoides, оскільки має пряму зубну частину з меншою кількістю зубів, але не намагалися розмістити його на кладограмі. У 2010 році кладистичний аналіз показав, що він є близьким родичем Byronosaurus і Xixiasaurus.